# André de Cortanze
Pour les articles homonymes, voir Cortanze (patronyme).
André de Cortanze, né le 30 mars 1941 à Paris, est un ingénieur français œuvrant dans le milieu de l'automobile. Il possède une grande maîtrise dans la construction de châssis. Il est aussi à l'origine de ELF en moto.

## Carrière
- 1964 : diplômé en ingénierie à l'Institut national des sciences appliquées (INSA)
- 1966-1977 : chef de projet chez Alpine-Renault (Formule 2 et Formule 3).
- 1977-1983 : chef de projet chez Renault Sport (protos et Formule 1).
- 1984-1992 : directeur technique chez Peugeot Sport.
- 1993-1995 : directeur technique chez Sauber (Formule 1).
- 1996 : directeur technique chez Ligier (Formule 1).
- 1997-2001 : directeur technique chez Toyota Motorsport (WRC, FIA GT et Formule 1).
- 2001-2006 : consultant technique chez Pescarolo Sport (FIA GT).